# 혼다 도시아키
혼다 도시아키(일본어: 本多利明, 1743~1821.1.25.)는 에도 시대 후기의 정치경제학자이다.
에치고 무라카미번에서 태어나 에도에서 천문학, 수학 및 검도를 공부하였다.
그는 외국과의 무역을 금지하는 정책을 중단하고 에조치를 식민지로 삼자는 정부의 비밀 계획인 경세비책과 서역물어라는 글을 1798년에 썼다.

## 같이 보기
- 세키 다카카즈
- 교호의 개혁

## 참고 문헌
- 킨 도널드, 일본의 유럽 발견,1720-1830. Stanford University Press. ISBN0-8047-0668-9